# OBSラジオ・ザ・ニュース
『OBS THE NEWS』（オービーエス　ザ　ニュース）は、OBSラジオで月曜〜木曜の17:45 - 18:10の25分間および金曜18:05 - 18:10の5分間（JST）に放送されている報道番組。

## 概要
元は「OBSイブニングニュース」のラジオ版であったものを、2013年4月1日放送分から改題・リニューアルしたものである。「イブニングニュース」では大分県内のニュースのみを伝えていたが、この番組ではこれに加え全国のニュース、スポーツ、天気、交通などの情報を提供していた。
2017年4月、松井督治 NEWS WAVEの放送開始に伴い、この番組は金曜日のみの放送に変更されたが、2021年9月23日に終了となったのに伴い、9月27日からは帯番組に戻った。その後同じパーソナリティーの担当で、18:10 － 18:30に『OITAよりどり』という、県内のトピックスやゲストへのインタビューを放送する番組が設けられた。
但し金曜日のみ18:05 - 18:10の5分枠に短縮され、前後の時間帯（17:45 - 18:05と、18:10 - 18:30）は通販番組を中心とした別番組が設けられた。2022年4月22日からは16:30‐18:20のワイド番組『フライトPark〜出発時刻は夕方4時30分!』の内包コーナーとなった。

## タイムテーブル

### 月曜日 - 木曜日
- 17:45 - オープニング
- 17:50 - 天気情報（日本気象協会から中継し、同協会の気象予報士が伝える）
- 17:53 - 全国ニュース
- 17:59 - 県内ニュース
- 18:05 - 交通情報（日本道路交通情報センター大分センターから中継し、同センターの職員が伝える）
- 18:08 - エンディング
- 18:10 - OITAよりどり

### 金曜日
- 18:05 - 全国ニュース
- 18:06 - 県内ニュース
- 18:08 - エンディング